# Kazimierz Szczerba
Kazimierz Wiesław Szczerba (* 4. März 1954 in Ciężkowice bei Gorlice, Kleinpolen) ist ein ehemaliger polnischer Boxer und zweimaliger olympischer Medaillengewinner.

## Boxkarriere
Er trainierte von 1970 bis 1975 bei Hutnik Kraków und anschließend bis 1988 bei Legia Warschau. Seine Trainer waren Józef Drucis, Lucjan Słowakiewicz, Henryk Niedźwiedzki und Michał Szczepan. Er bestritt im Laufe seiner Karriere 329 Kämpfe, von denen er 289 gewann. Er war vierfacher Polnischer Meister (1976 u. 1979 im Halbweltergewicht, 1984 u. 1985 im Weltergewicht) und mit Legia auch sechsfacher Polnischer Mannschaftsmeister (1975, 1980, 1981, 1982, 1984, 1985, 1986), zudem bestritt er 14 Länderkämpfe für die Nationalmannschaft (9 Siege, 5 Niederlagen). Sein größter Erfolg im Nachwuchsbereich war der Gewinn einer Bronzemedaille im Halbweltergewicht bei der Junioren-Europameisterschaft 1974 in Kiew, nachdem er unter anderem Ernst Müller besiegt hatte.
Bei Europameisterschaften der Erwachsenen verlor er 1975 im Achtelfinale gegen József Nagy 1979 ebenfalls im Achtelfinale gegen Serik Qonaqbajew und 1981 im Viertelfinale gegen Dietmar Schwarz.
Seine größten Erfolge waren der zweimalige Gewinn einer olympischen Bronzemedaille; 1976 in Montreal siegte er im Halbweltergewicht gegen Josiah Nhlengethwa, Sodnomyn Gombo und Luis Portillo, ehe er im Halbfinale gegen Ray Leonard ausschied. 1980 in Moskau erreichte er im Weltergewicht gegen Miroslav Pavlov, Kebede Sahilu und Ionel Budușan das Halbfinale, wo er knapp mit 2:3 gegen John Mugabi unterlegen war.

## Sonstiges
Szczerba wurde in Ciężkowice geboren und zog mit seinen Eltern im Alter von drei Jahren nach Nowa Huta, einem Stadtteil von Krakau. Er machte später eine Ausbildung als Elektroinstallateur und war Fähnrich der Polnischen Streitkräfte. Nach Beendigung seiner Sportkarriere war er seit 1988 unter anderem Boxtrainer bei Legia Warschau, Gwardia Warschau sowie Polonia Warschau und trainierte auch die Nationalmannschaft bei Trainingslagern. Später wurde er noch Stadtrat in Bemowo und arbeitete im Sport- und Gesundheitsausschuss. Er ist der Vater des Parlamentsabgeordneten Michał Szczerba.